# Sistema Estadístico Federal de los Estados Unidos
El Sistema Estadístico Federal de los Estados Unidos es la red descentralizada de agencias federales que producen datos sobre la demografía, economía e infraestructuras de los Estados Unidos.
A diferencia de otros muchos países, en Estados Unidos no existe una agencia estadística principal. Algunos de los países con agencias estadísticas centralizadas son España (Instituto Nacional de Estadística), Australia (Australian Bureau of Statistics) e Italia (Istituto Nazionale di Statistica). En Estados Unidos, sin embargo, el sistema estadístico es descentralizado, con agencias estadísticas dependientes de distintos departamentos gubernamentales.
En el año 2013 existían 13 grandes agencias estadísticas federales, que junto con otras 89 agencias secundarias forman el Sistema Estadístico Federal.